# لنده، هلند
لنده (به هلندی: Leende) یک منطقهٔ مسکونی در هلند است که در هیزه-لینده واقع شده‌است. لنده ۳۵٫۳۱ کیلومتر مربع مساحت و ۴٬۳۰۱ نفر جمعیت دارد.